# ارهارد کیتز
 ارهارد کیتز (آلمانی: Erhard Kietz؛ زاده ۱۹۰۹ درگذشته ۱۹۸۲) یک فیزیک‌دان اهل آلمان بود.